# Parti de la citoyenneté et de la démocratie chrétienne
Le Parti de la citoyenneté et de la démocratie chrétienne (en portugais Partido Cidadania e Democracia Cristã) est un ancien parti politique portugais, fondé le 1er juillet 2009 sous le nom de Portugal pro Vida (en français ; « Portugal pro-vie ». 
De type démocrate-chrétien et catholique, il est rattaché au mouvement pro-vie et défend la doctrine sociale de l'Église.
Le 27 août 2020, il a été annoncé que le parti fusionnerait officiellement avec son homologue Chega, après s'être présenté ensemble aux élections législatives et européennes de 2019. 